# Huntsville (Missouri)
Huntsville és una població dels Estats Units a l'estat de Missouri. Segons el cens del 2000 tenia 1.553 habitants.

## Demografia
Segons el cens del 2000, Huntsville tenia 1.553 habitants, 595 habitatges, i 402 famílies. La densitat de població era de 253 habitants per km².
Dels 595 habitatges en un 36% hi vivien nens de menys de 18 anys, en un 52,6% hi vivien parelles casades, en un 10,9% dones solteres, i en un 32,4% no eren unitats familiars. En el 28,6% dels habitatges hi vivien persones soles el 13,6% de les quals corresponia a persones de 65 anys o més que vivien soles. El nombre mitjà de persones vivint en cada habitatge era de 2,51 i el nombre mitjà de persones que vivien en cada família era de 3,09.
Per edats la població es repartia de la següent manera: un 27,4% tenia menys de 18 anys, un 9,2% entre 18 i 24, un 27,4% entre 25 i 44, un 21,5% de 45 a 60 i un 14,4% 65 anys o més.
L'edat mediana era de 34 anys. Per cada 100 dones de 18 o més anys hi havia 90,4 homes.
La renda mediana per habitatge era de 30.524 $ i la renda mediana per família de 38.043 $. Els homes tenien una renda mediana de 25.000 $ mentre que les dones 19.423 $. La renda per capita de la població era de 13.939 $. Entorn del 5,9% de les famílies i el 9% de la població estaven per davall del llindar de pobresa.

## Poblacions més properes
El següent diagrama mostra les poblacions més properes.